# Робърт Кърбийм
Робърт Ли Кърбийм (на английски: Robert Lee Curbeam) е американски инженер и астронавт на НАСА, участник в три космически полета. Има в актива си 7 космически разходки с обща продължителност 45 часа и 34 минути. Носител на рекорда за най-голям брой космически разходки в един полет – 4 по време на мисията STS-116.

## Образование
Робърт Кърбийм завършва колежа Woodlawn High School в родния си град през 1980 г. През 1984 г. се дипломира като бакалавър по аерокосмическо инженерство във Военноморската академия на САЩ, Анаполис, Мериленд. През 1990 и 1991 г. придобива две магистърски степени, съответно по аерокосмическо инженерство и аеронавтика в Института за следдипломна квалификация на USN, Монтерей, Калифорния.

## Военна служба
Робърт Кърбийм постъпва на активна военна служба през 1984 г. През 1986 г. е зачислен като инженер в бойна ескадрила 11 (VF-11) на самолетоносача USS Forrestal (CV-59). През декември 1991 г. завършва школа за тест пилоти в Мериленд.

## Служба в НАСА
На 12 декември 1994 г., Робърт Кърбийм е избран за астронавт от НАСА, Астронавтска група №15. Участник е в три космически полета и има 901 часа в космоса и повече от 45 часа извънкорабна дейност.

### Космически полети
| Космически полети на Робърт Ли Кърбийм                           | Космически полети на Робърт Ли Кърбийм | Космически полети на Робърт Ли Кърбийм | Космически полети на Робърт Ли Кърбийм | Космически полети на Робърт Ли Кърбийм | Космически полети на Робърт Ли Кърбийм | Космически полети на Робърт Ли Кърбийм |
| №                                                                | Дата                                   | КК                                     | Емблема на мисията                     | Функции                                | Продължителност                        |                                        |
| ---------------------------------------------------------------- | -------------------------------------- | -------------------------------------- | -------------------------------------- | -------------------------------------- | -------------------------------------- | -------------------------------------- |
| 1                                                                | 7 август 1997                          | „Дискавъри“, мисия STS-85              |                                        | Специалист на мисията                  | 11 денонощия 20 часа 28 мин. 07 сек.   |                                        |
| 2                                                                | 7 февруари 2001                        | „Атлантис“, мисия STS-98               |                                        | Специалист на мисията                  | 12 денонощия 21 часа 21 мин.           |                                        |
| 3                                                                | 9 декември 2006                        | „Дискавъри“, мисия STS-116             |                                        | Специалист на мисията                  | 12 денонощия 20 часа 44 мин. 16 сек.   |                                        |
| Сумарно време в космоса – 37 денонощия 14 часа 33 минути 23 сек. |                                        |                                        |                                        |                                        |                                        |                                        |